# シルヴィア・アール
シルビア・アリス・アール（Sylvia Alice Earle 旧姓 リード;、Reade;、 1935年8月30日 - ）は、アメリカの海洋生物学者 、探検家、著者、講師。1998年以来National Geographicのレジデント探検家を務める。  アールは、アメリカ海洋大気庁の米国初の女性主任研究員であり、1998年、タイム誌に最初の「地球のヒーロー」に選ばれた。 海洋とその野生生物の保護に努めるOcean Eldersの一員である。 
2021年に日本で公開されたドキュメンタリー映画「SEASPIRACY」で、次のように語っている。「魚は痛みを感じるか？それは科学者にとっては常識です。魚には神経系があって脊椎動物としての基本的な機能を持っています。彼らは私たちが考える以上に、感じることができる。人に触覚があるように、魚には側線という器官がある。側線で水の微妙な動きを感知して、群で泳ぐことを可能にしている。『彼らは痛みを感じないから、恐怖を感じないから何をしてもいい』という人は魚のことを分かっていない。罪なき生き物への卑劣な行為を正当化したいだけ。そうでなければ魚をあんなに野蛮に扱う説明がつかない。」また、「魚は食べますか？」との質問に、「魚も、他の動物も食べない」と答えている。 

## 幼少期と教育
アールは、1935年にニュージャージー州グロスター郡グリニッジタウンシップのギブスタウンで、ルイス・リードと、アリス・フリース（リッチー)・アールとの間に生まれた。アールの両親はアウトドアを好み、娘が自然に興味を持つように支援した。 家族はアールの幼少時代にフロリダ西海岸へ引っ越し、 アールはセントピーターズバーグ・ジュニアカレッジ（1952）で短期大学士号、フロリダ州立大学（1955）で理学士号、デューク大学で理学修士号（1956）及び生理学博士号 （1966）を取得した。

## 業績
アールはカリフォルニア科学アカデミーで生理学学芸員（1979–1986）、カリフォルニア大学バークレー校（1969–1981）助教、ラドクリフ研究所研究員（1967–1969）、ハーバード大学（1967–1981）リサーチ・フェローを務めた。 

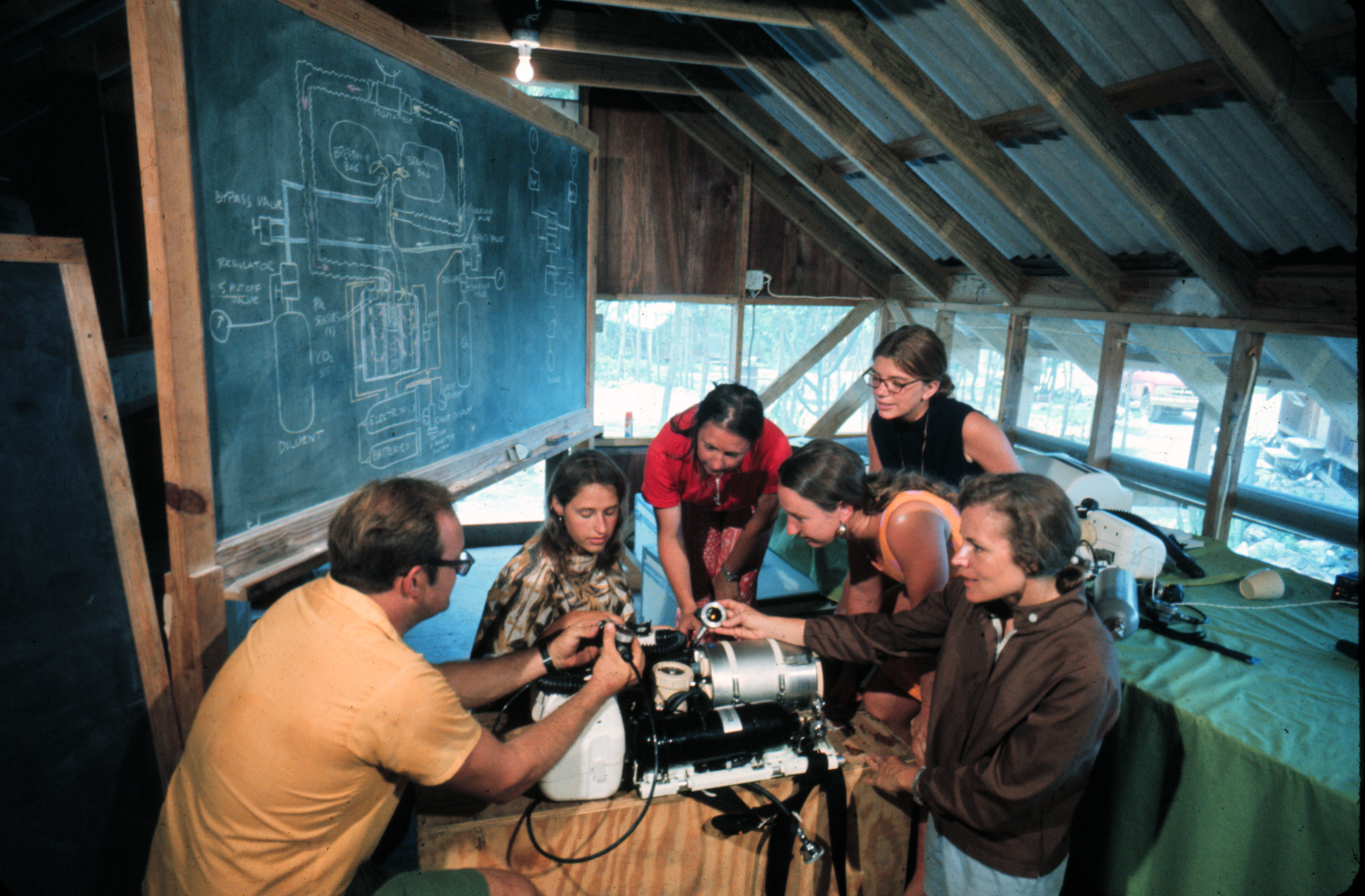
TEKTITE-II アールが率いるリブリーザートレーニング中の全女性チーム

博士号取得後の1966年、アールはハーバード大学で１年間リサーチ・フェローを務めた後、フロリダ州ケープ・ヘイズ臨海実験所の常駐ディレクターとなった。 1969年、彼女はバージン諸島沖の海面下50フィートに位置する施設でのテクタイトプロジェクトへの参加を申請した。アールは1,000時間以上の研究を水中で行ったにもかかわらず、プログラムへの参加は叶わなかった。翌年、彼女はテクタイトプロジェクトII初の全女性潜水技術者チームのリーダーに選ばれた。
1979年、アールはオアフ島近くの海底に外洋JIMスーツによるダイビングを行い、381メートル (1,250 ft)という女性初の潜水記録を樹立した。 同年から1986年まで、カリフォルニア科学アカデミーで藻類学の学芸員を勤めた。
1980年から1984年までは大洋・気象・諮門評議会の委員を務めた。 

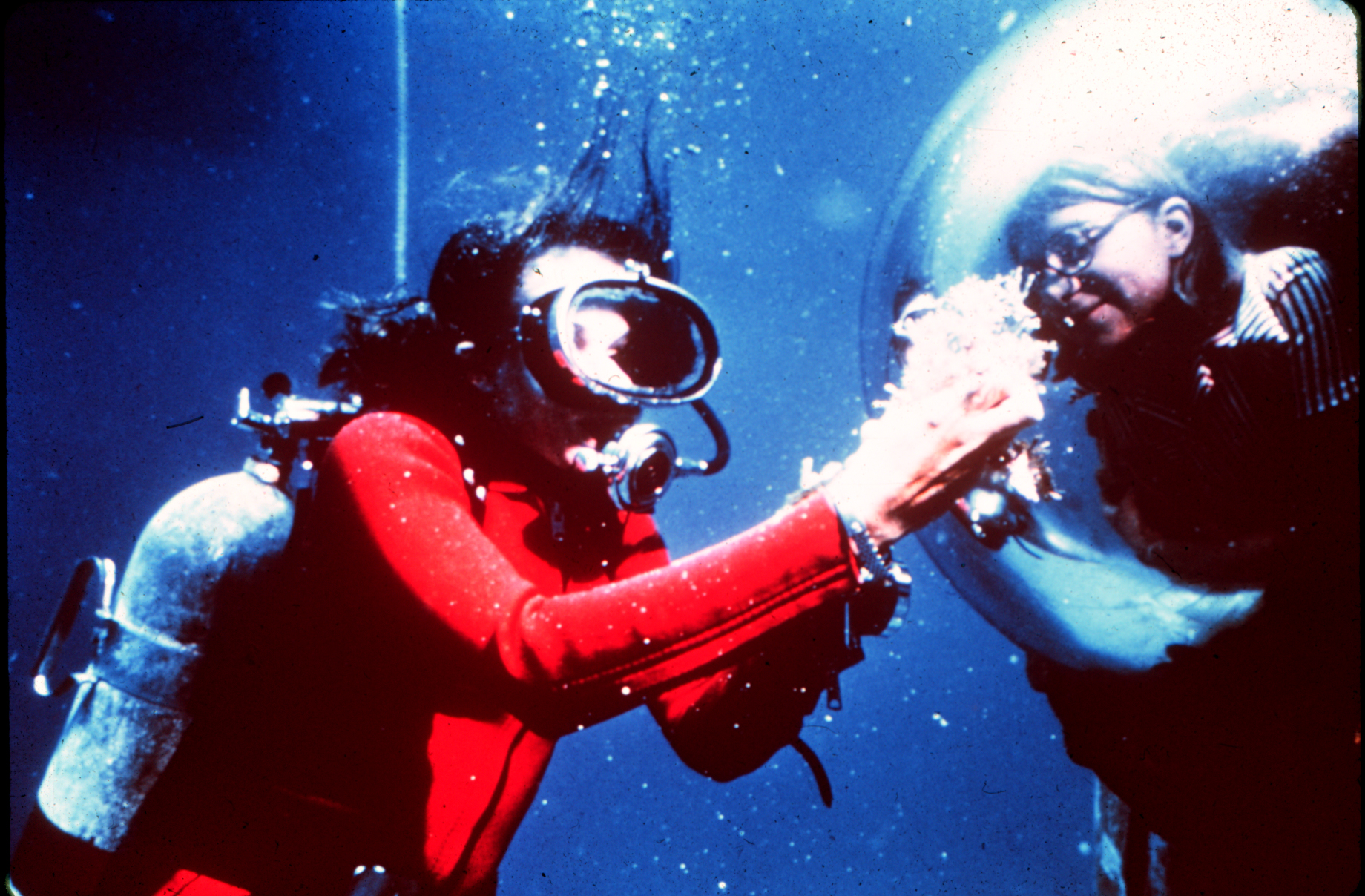
テクタイト・ハビタット内の潜水技術者にサンプルを見せるアール（1970年）

1982年に彼女と彼女の夫グラハム・ホークス （エンジニア・潜水設計者）は深海工学を創設し、パイロット運転によるロボット海底システムの設計、運用、サポート、およびコンサルティングを行った。 1985年、ディープオーシャン・エンジニアリングチームは、深さ1,000メートル (3,300 ft)まで潜水可能なディープ・ローバー研究潜水艦を設計・建造した。  ディープ・ローバー号は1986年までに試運転され、アールはバハマのリーストッキング島沖でトレーニングチームに加わった。  
アールは1990年に会社を辞め、1992年まで国立海洋大気庁の主任研究員を勤めた。彼女はこの職務に任命された初の女性である。在任中、油流出の影響についての専門知識を持つアールは、1991年のペルシャ湾岸戦争中にクウェートの油井の破壊による環境被害を推測するための研究調査遠征を率いた。
1992年、アールは海洋工学の更なる前進のため、「ディープ・オーシャン・エクスプロレーション・アンド・リサーチ（DOER Marine）」を設立した。これは現在アールの娘エリザベスによって運営されており、深海環境向けの機器の設計、構築、および運用を行う。 
1998年以来、アールは、ナショナルジオグラフィックのエクスプローラー・レジデントだった。彼女のあだ名は「Her Deepness」、または「The Sturgeon General」。
1998年から2002年まで、彼女はNational Geographic Society後援、Richard and Rhoda Goldman Fund資金援助による米国国立海洋保護区の5年研究プログラムSustainable Seas Expeditions（持続維持可能な海洋探索）を率いた。この間、アールは持続可能な海遠征隊のリーダー、ハート研究所テキサスA＆Mコーパス・クリスティメキシコ湾研究評議長、Google Earthの海洋地図の評議員及び議長を務めた。また、ステルワーゲン銀行国立海洋保護区内で魚の種の数の測定や利用されている資源を定量化するために使用されるDeepWorker 2000潜水艦も提供した。
アールは2009年に「ミッション・ブルー」（a.k.a. the Sylvia Earle Alliance、Deep Search Foundation、Deep Search）を設立した。 
エクソン・ヴァルディーズとメガボルグ原油流出についての知見を持つアールは、2010年メキシコ湾原油流出事故時のコンサルタントとして召集された。同年、彼女はハーグ模擬国連会議で3,500人の代表と国連大使たちに向けて14分間のスピーチを行った。 
2012年7月、アールはフロリダ州キーラーゴ沖にあるNOAAのアクエリアス・リーフ・ベース海底研究所への遠征を率いた。これはジャック・クストーのコンシェルフIプロジェクトの50周年を記念する「海の下で生きる50年を祝う」と題された遠征で、サンゴ礁と海洋の健康を調査するものだった。マーク・パターソンがールと共同で遠征隊を率いた。彼らの潜水技術者チームには、海中映画製作者のD.J.ローラーと海洋学者のM.デール・ストークスも参加していた。 
アールは2012年9月17日の週、「シャーマンズ・ラグーン」というコミック・ストリップに登場し、アクエリアス・リーフ・ベース海底研究所の閉鎖について議論した。
2013年5月、2013年アメリカ法 科学賞受賞者（HR 1891;第113回議会）が議会に導入された。アールは、この法案が可決された場合の科学賞受賞者の候補者１人と予想されていた。 
2018年1月、 シアトル水族館は初の生涯功労賞をアールに授与し、彼女の名誉を称えそれを「シアトル水族館メダル」に改名した。 水族館の最初の生涯功労賞はアールに授与された。
「ミッション・ブルー」とは別に、アールは海洋保護研究所などの理事も務める。

## ミッション・ブルー
2009年、アールはTED Prizeを受賞し、 海の浄化を訴えた。 
「すべての手段を自由に使いましょう。映画！探検！インターネット！新しい潜水艦！海洋保護区のグローバルネットワークへの一般の支持を喚起するキャンペーンを作成するために、惑星の青いハートを保存および復元するのに十分な大きさのスポットを希望します。」 
TEDの支援を受け、彼女は「ミッション・ブルー」を立ち上げた。これは、世界中に海洋保護区（「ホープ・スポット」）を設立することを目的とする。 ミッション・ブルーは、2030年までに海洋の30％の保護を目指し、グローバル企業から小規模の研究チームにまで及ぶ200以上の組織が現在まで（2019年）このミッションを支援している。
ミッションブルーとそのパートナーと共に、アールは世界中の「ホープ・スポット」への探検隊を率いている。 過去の遠征には、2009年のキューバ 、 2010年1月のベリーズ 、 2010年4月のガラパゴス諸島 、 2014年初頭のコスタリカと中央アメリカドーム 、2014年後半の南アフリカ沿岸ホープ・スポットへの遠征がある。
2014年8月、「ミッション・ブルー」というタイトルのNetflix独占ドキュメンタリーがリリースされた。 海洋保護区のグローバルネットワークを構築するミッション・ブルーでの活動を通して、アールの人生とキャリアに焦点を当てている。
2018年時点で、ミッション・ブルーは世界中に94ヵ所の「ホープ・スポット」を設立している。

## 業績及び受賞歴
- 1970：米国内務省保存サービス賞およびロサンゼルス・タイムズの女性賞[34]
- 1976： NOGI Science for Science [35]
- 1980：エクスプローラーズ・クラブよりローウェル・トーマス賞[36]
- 1981：オランダの王子により黄金の箱舟の騎士として叙階された[37]
- 1986：女性の世界記録を世界のソロ潜水深度に設定し、記録全体をグラハム・ホークスと結び付ける[8] [38]
- 1990： 女性地理学者協会の金メダル[39]
- 1991：アカデミー・オブ・アチーブメントよりゴールデンプレート賞 [40]
- 1996：リンドバーグ財団賞、 [41] Explorers Club Medal およびZonta International名誉会員[42]
- 1997： 国際シーキーパー協会のバル・デ・ラ・メールでシーキーパー賞[43]
- 1998：国連グローバル500賞受賞者[44]および国立野生生物連合保護者賞[45]
- 2000： ナショナルウイメンズホールオブフェイム 、 [46] 米国議会図書館リビングレジェンド 、 [47]ウィメンズダイバーズホールオブフェイム[48]
- 2004：国際バンクシア賞、 [49]フィラデルフィア科学アカデミーのリチャード・ホッパー・デイ記念メダル、およびバーナード・カレッジのメダル[50]
- 2005： Sigma PiからジョンP.マクガバン科学と社会賞[51]
- 2009：Artiglio Award（Premio Artiglio 2009） [52]およびTED Prize [22]
- 2009：アールは全米オーデュボン協会の名誉あるレイチェル・カーソン賞 、アメリカの著名な女性環境保護団体を称える最高の賞を受賞しました。
- 2010：アールは、ウィスコンシン州ベロイトのロイ・チャップマン・アンドリュース協会からロイ・チャップマン・アンドリュース・ディスティングイッシュド・エクスプローラー賞を受賞しました。[53]
- 2010： カールセーガン科学の一般理解賞
- 2011： スミス大学の名誉博士号[54]およびドミニカ共和国の名誉勲章、 ウォーレン・ウィルソン大学の開始演説[55]
- 2013： ネルソンマンデラメトロポリタン大学の名誉博士号[56]およびナショナルジオグラフィック協会の最高の栄誉であるハバード・メダル、「探査、発見、研究の区別」 [57]
- 2014：ウォルター・クロンカイト賞、[58]国連地球チャンピオン賞、[59] グラマー誌ウーマン・オブ・ザ・イヤー、[60] エクスプローラーズクラブ・トリビュート・セレモニーで女性としては初めて表彰された。[61]
- 2017： レイチェル・カーソン賞、[62] ルイス・トーマス賞 。
- 2018： シアトル水族館生涯功労賞[19]
- 2018：コンコード（コンコルディア）のアストゥリアス王女賞 [63]
- 2018： エディンバラ大学科学博士 [64]

## 刊行物
アールは150以上の出版物を執筆している。 
- Earle, Sylvia & Al Giddings (1980). Exploring the Deep Frontier: The Adventure of Man in the Sea. National Geographic Society. ISBN 0-87044-343-7  Earle, Sylvia & Al Giddings (1980). Exploring the Deep Frontier: The Adventure of Man in the Sea. National Geographic Society. ISBN 0-87044-343-7  Earle, Sylvia & Al Giddings (1980). Exploring the Deep Frontier: The Adventure of Man in the Sea. National Geographic Society. ISBN 0-87044-343-7
- Earle, Sylvia (1996). Sea Change: A Message of the Oceans. Ballantine Books. ISBN 0-449-91065-2  Earle, Sylvia (1996). Sea Change: A Message of the Oceans. Ballantine Books. ISBN 0-449-91065-2  Earle, Sylvia (1996). Sea Change: A Message of the Oceans. Ballantine Books. ISBN 0-449-91065-2
- Earle, Sylvia (1999). Dive: My Adventure in the Deep Frontier. National Geographic Children's Books. ISBN 0-7922-7144-0  Earle, Sylvia (1999). Dive: My Adventure in the Deep Frontier. National Geographic Children's Books. ISBN 0-7922-7144-0  Earle, Sylvia (1999). Dive: My Adventure in the Deep Frontier. National Geographic Children's Books. ISBN 0-7922-7144-0[65]
- Earle, Sylvia (1999). Wild Ocean: America's Parks Under the Sea. National Geographic Society. ISBN 0-7922-7471-7  Earle, Sylvia (1999). Wild Ocean: America's Parks Under the Sea. National Geographic Society. ISBN 0-7922-7471-7  Earle, Sylvia (1999). Wild Ocean: America's Parks Under the Sea. National Geographic Society. ISBN 0-7922-7471-7
- Earle, Sylvia (2000). Sea Critters. National Geographic Children's Books. ISBN 0-439-28575-5  Earle, Sylvia (2000). Sea Critters. National Geographic Children's Books. ISBN 0-439-28575-5  Earle, Sylvia (2000). Sea Critters. National Geographic Children's Books. ISBN 0-439-28575-5
- Ellen, Prager & Earle, Sylvia (2000). The Oceans. McGraw-Hill. ISBN 0-07-138177-5  Ellen, Prager & Earle, Sylvia (2000). The Oceans. McGraw-Hill. ISBN 0-07-138177-5  Ellen, Prager & Earle, Sylvia (2000). The Oceans. McGraw-Hill. ISBN 0-07-138177-5
- Earle, Sylvia (2001). Hello, Fish!: Visiting the Coral Reef. National Geographic Children's Books. ISBN 0-7922-6697-8  Earle, Sylvia (2001). Hello, Fish!: Visiting the Coral Reef. National Geographic Children's Books. ISBN 0-7922-6697-8  Earle, Sylvia (2001). Hello, Fish!: Visiting the Coral Reef. National Geographic Children's Books. ISBN 0-7922-6697-8
- Earle, Sylvia (2001). National Geographic Atlas of the Ocean: The Deep Frontier. National Geographic. ISBN 0-7922-6426-6  Earle, Sylvia (2001). National Geographic Atlas of the Ocean: The Deep Frontier. National Geographic. ISBN 0-7922-6426-6  Earle, Sylvia (2001). National Geographic Atlas of the Ocean: The Deep Frontier. National Geographic. ISBN 0-7922-6426-6
- Earle, Sylvia (2003). Jump into Science: Coral Reefs. National Geographic Children's Books. ISBN 0-7922-6953-5  Earle, Sylvia (2003). Jump into Science: Coral Reefs. National Geographic Children's Books. ISBN 0-7922-6953-5  Earle, Sylvia (2003). Jump into Science: Coral Reefs. National Geographic Children's Books. ISBN 0-7922-6953-5
- Earle, Sylvia & Linda K. Glover (2008). Ocean: An Illustrated Atlas (National Geographic Atlas). National Geographic. ISBN 1-4262-0319-5  Earle, Sylvia & Linda K. Glover (2008). Ocean: An Illustrated Atlas (National Geographic Atlas). National Geographic. ISBN 1-4262-0319-5  Earle, Sylvia & Linda K. Glover (2008). Ocean: An Illustrated Atlas (National Geographic Atlas). National Geographic. ISBN 1-4262-0319-5
- Earle, Sylvia (2009). The World Is Blue: How Our Fate and the Ocean's Are One. National Geographic Books. ISBN 1-4262-0541-4  Earle, Sylvia (2009). The World Is Blue: How Our Fate and the Ocean's Are One. National Geographic Books. ISBN 1-4262-0541-4  Earle, Sylvia (2009). The World Is Blue: How Our Fate and the Ocean's Are One. National Geographic Books. ISBN 1-4262-0541-4 [66]
- 共著者（2011）。 サルガッソー海の保護と管理：大西洋の黄金色に浮かぶ熱帯雨林。 要約科学および裏付け証拠の事例。 サルガッソ海同盟。
- アール、シルビア（2012）。 時間のスイートスポット。 なぜ海は誰にでも、どこでも重要である。 バージニア四半期レビュー、秋。